# Auma-Weidatal
Auma-Weidatal est une commune rurale allemande, située dans l'arrondissement de Greiz en Thuringe dont le siège se trouve dans la petite ville d'Auma.

## Géographie

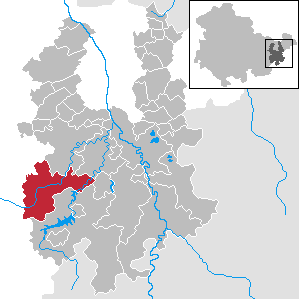
Situation de la commune (en rouge) dans son arrondissement

La commune de Auma-Weidatal est située à l'ouest de l'arrondissement, à la limite avec l'arrondissement de Saale-Orla, sur l'Auma et la Weida, affluent de l'Elster Blanche, à 9 km au nord-ouest de Zeulenroda-Triebes et à 27 km à l'ouest de Greiz, le chef-lieu de l'arrondissement.
Les communes limitrophes d'Auma-Weidatal sont (du nord au sud et dans le sens des aiguilles d'une montre) : Harth-Pöllnitz, Steinsdorf, Hohenleuben, Zeulenroda-Triebes, Tegau, Chursdorf, Tömmelsdorf, Triptis et Mittelpöllnitz.
La commune est composée de la ville centre (Kernstadt) d'Auma et de quatorze villages (Orsteile) : Gütterlitz, Kröpa, Muntscha, Untendorf, Wenigenauma, Zickra, Braunsdorf, Tischendorf, Göhren-Döhlen, Staitz, Wiebelsdorf, Pfersdorf et Wöhlsdorf.

## Histoire
La commune d'Auma-Weidatal a été créée le 1er décembre 2011 par la réunion des anciennes communes d'Auma, Braunsdorf, Göhren-Döhlen, Staitz et Wiebelsdorf qui faisaient partie de la communauté d'administration d'Auma-Weidatal depuis 1996. Les communes de Silberfeld, Zadelsdorf et Merkendorf qui appartenaient à la même communauté ont elles été incorporées au territoire de Zeulenroda-Triebes.

### Auma

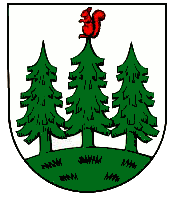
Armes d 'Auma

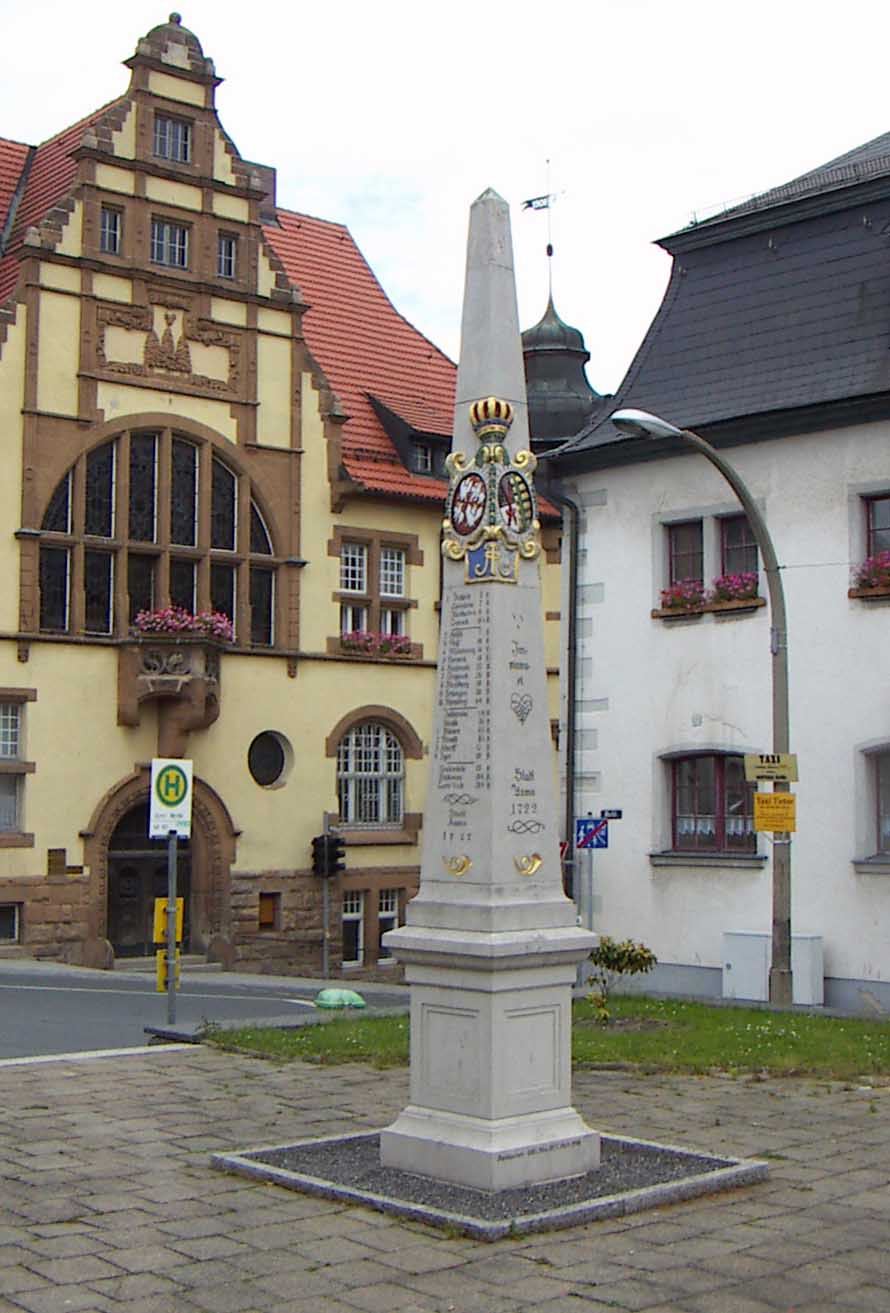
Colonne postale et Rathaus d'Auma

Auma a certainement été fondée par des colons slaves au VIIIe siècle ou au IXe siècle. La première mention écrite date de 1237. Dès le XIIIe siècle, un château construit par les comtes d'Arnshaugk contrôlent le passage de la rivière Auma, ce château passe sous la domination des landgraves de Thuringe en 1328, il n'en reste rien de nos jours.
En 1331, Auma est citée comme ville, elle passe ensuite dans la maison de Wettin avant d'être rattachée au XVIIIe siècle au grand-duché de Saxe-Weimar-Eisenach (cercle de Neustadt). Un grand incendie détruit en 1790 plus de 200 habitations. Napoléon Ier y passe une nuit en 1806 sur le chemin d'Iéna. La ville est reliée au réseau ferré en 1894 (ligne Triptis-Ziegenrück).
Un barrage (Aumatalsperre), réserve d'eau potable, y est construit en 1936.

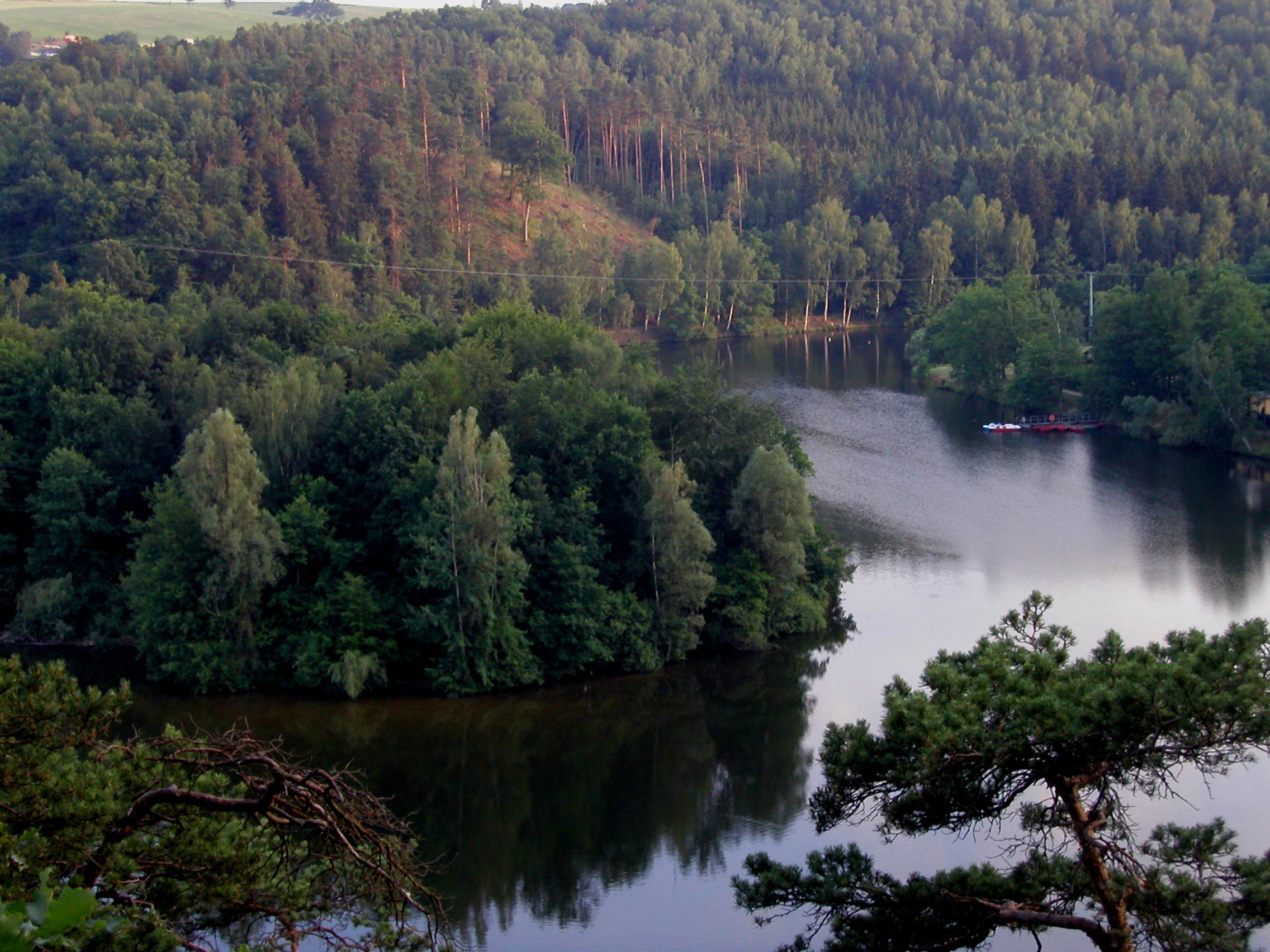
La retenue du barrage d'Auma

Auma est occupée par les troupes américaines au printemps 1945 avant de rejoindre la zone d'occupation soviétique et l’arrondissement de Zeulenroda en 1952. Les communes de Muntschka, Zickra, Krölpa et Wenigenauma lui sont adjointes en 1994.

### Braunsdorf
La première mention écrite de Braunsdorf date de 1441. Un château fort (wasserburg) y fut édifié par les seigneurs de Pöllnitz au XVIe siècle et démoli après 1945.

### Göhren-Döhlen
La première mention du village de Göhren date de 1324 (Goren), celui de Döhlen apparaît en 1230 (Doeln).
De 1949 à 1956, un barrage en béton (Weidatlasperre) est construit sur la Weida. Son lac de retenue de 93 ha contenant 9,7 MM de m3 d'eau est une grande réserve d'eau potable pour la région.

### Staitz
La première mention de Staitz date de 1283. Sa fondation est certainement d'origine slave (stav voulant dire étang).

### Wiebelsdorf
La première mention date de 1333.

## Démographie
Commune d'Auma dans ses dimensions actuelles :
| 1910  | 1933   | 1939   | 1995  | 2000  | 2005  | 2010  |
| ----- | ------ | ------ | ----- | ----- | ----- | ----- |
| 4 851 | 4 748, | 4 820, | 4 701 | 4 500 | 4 189 | 3 943 |

Ville d'Auma seule :
| 1910  | 1925  | 1933  | 1939  | 1995  | 2000  | 2005  | 2010  |
| ----- | ----- | ----- | ----- | ----- | ----- | ----- | ----- |
| 2 978 | 2 911 | 2 933 | 3 088 | 3 664 | 3 426 | 3 203 | 3 033 |

## Communications

### Réseau ferré
Auma était desservie par la ligne Triptis-Naila qui n'est plus en service.

### Réseau routier
Auma est située sur la route nationale B2 Gera-Schleiz. L'autoroute A9 (sortie 26) Berlin-Munich se trouve à 11 km au nord-ouest d'Auma, à Triptis.
Autres routes :
- L1087 vers Triptis ;
- L2350 vers Linda bei Neustadt an der Orla et Ziegenrück ;
- L2331 vers Staitz et Weida ;
- L2332 vers ohren-Döhlen, Triebes et Greiz ;
- L1087 vers Zeulenroda.

## Personnalités liées à la ville
- Eberhard Zeidler (1926-), architecte né à Braunsdorf.